# آلفرد فاولر
آلفرد فاولر (انگلیسی: Alfred Fowler؛ ۲۲ مارس ۱۸۶۸ – ۲۴ ژوئن ۱۹۴۰) یک دانشمند اهل بریتانیا بود.
وی همچنین برنده جوایزی همچون نشان هنری دراپر شده است.